# قطعنامه ۷۵۲ شورای امنیت
قطعنامه ۷۵۲ شورای امنیت سازمان ملل متحد که در تاریخ ۱۵ مه ۱۹۹۲ تصویب شد، سندی بین‌المللی دربارهٔ بوسنی و هرزگوین است. این قطعنامه طی نشست ۳۰۷۵ام با ۱۵ رای موافق، ۰ مخالف و ۰ ممتنع تصویب شد.